# Cipocereus
Cipocereus F.Ritter è un genere di piante succulente della famiglia delle Cactaceae.

## Tassonomia
Il genere comprende le seguenti specie:
- Cipocereus bradei (Backeb. & Voll) Zappi & N.P.Taylor
- Cipocereus crassisepalus (Buining & Brederoo) Zappi & N.P.Taylor
- Cipocereus laniflorus N.P.Taylor & Zappi
- Cipocereus minensis (Werderm.) F.Ritter
- Cipocereus pleurocarpus F.Ritter
- Cipocereus pusilliflorus (F.Ritter) Zappi & N.P.Taylor